# Sveta Trojica v Slovenskih goricah
Sveta Trojica v Slovenskih goricah (em alemão:  Heilige Dreifaltigkeit in den Windischen Büheln) é um município da Eslovênia. A sede do município fica na localidade de mesmo nome.